# Banco de San Fernando
El Banco de San Fernando o Banco Español de San Fernando va ser una institució financera del Regne d'Espanya creada el 1829 durant el govern liberal a iniciativa del Ministre d'Hisenda d'Espanya, Luis López Ballesteros.

## Creació
El nou banc substituïa l'antic Banco de San Carlos, fundat el 1782 pel rei Carles III d'Espanya per tal de poder fer front a les despeses provocades per la invasió dels Cent Mil Fills de Sant Lluís. Va assumir el deute del Banco de San Carlos i va incrementar el seu capital substituint el deute del govern de 77,4 milions de pessetes per un capital de 60 milions de rals, dels quals 20 milions de rals serien desemborsats íntegrament per l'Estat, amb la intenció de convertir-lo en el primer banc de caràcter públic, amb capacitat d'emissió de moneda a Espanya, encara que estava participat en dos terços per accionistes privats.
Entre les seves activitats, a més de les assenyalades, es va convertir de facto en instrument financer per a salvar la liquiditat del Tresor públic espanyol, especialment en ocasió de la guerra carlina en el regnat d'Isabel II, cosa que provocà l'augment de la vinculació del banc amb el govern, ja que s'encarregava de recaptar els impostos per a l'aleshores ministre d'Hisenda, Juan Álvarez Mendizábal.
En 1847 es va fusionar amb el Banco de Isabel II, creat el 25 de gener de 1844 per iniciativa de diversos financers encapçalats per José de Salamanca y Mayol, però va mantenir el nom de Nuevo Banco Español de San Fernando fins al 28 de gener de 1856, quan es canvià pel de Banc d'Espanya.